# Philharmonie Festiva
 (septembre 2020).
Si vous disposez d'ouvrages ou d'articles de référence ou si vous connaissez des sites web de qualité traitant du thème abordé ici, merci de compléter l'article en donnant les références utiles à sa vérifiabilité et en les liant à la section « Notes et références ».
La Philharmonie Festiva fut à l’origine fondée par le chef d’orchestre Gerd Schaller, en 2008, en tant qu’orchestre du Festival d'été d'Ebrach (Ebracher Musiksommer).

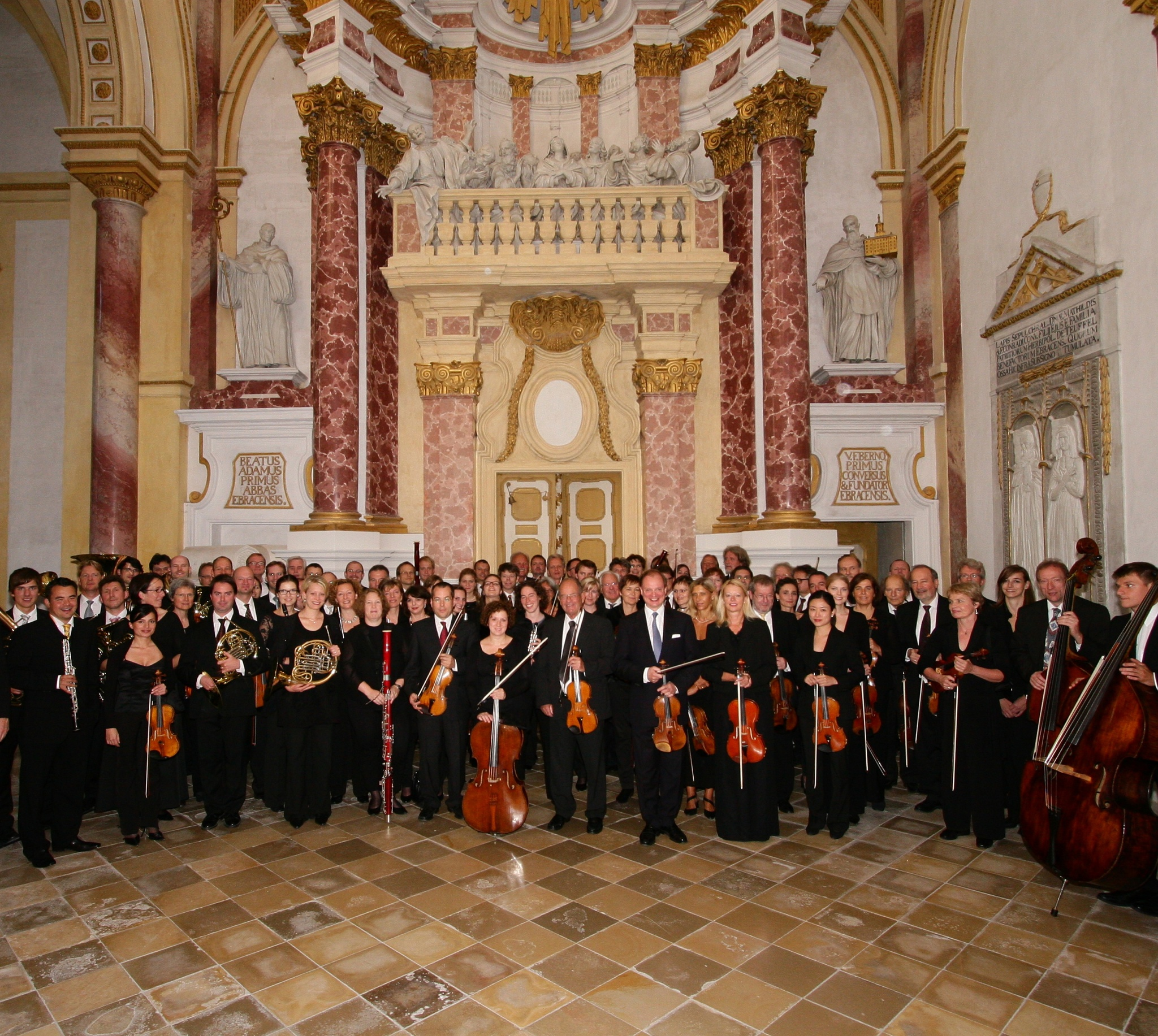
Philharmonie Festiva

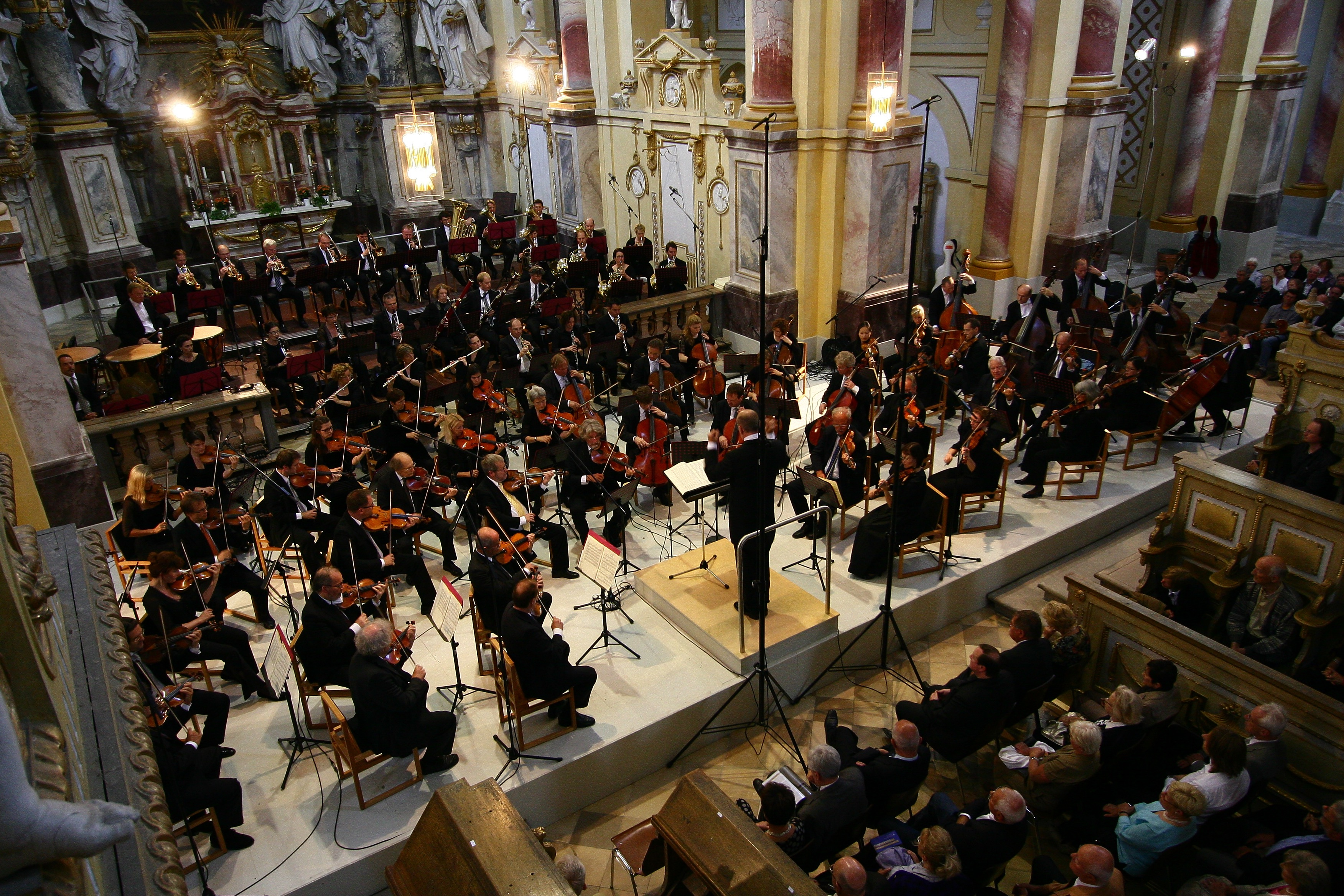
Philharmonie Festiva, Concert, Symphony n° 8 d'Anton Bruckner

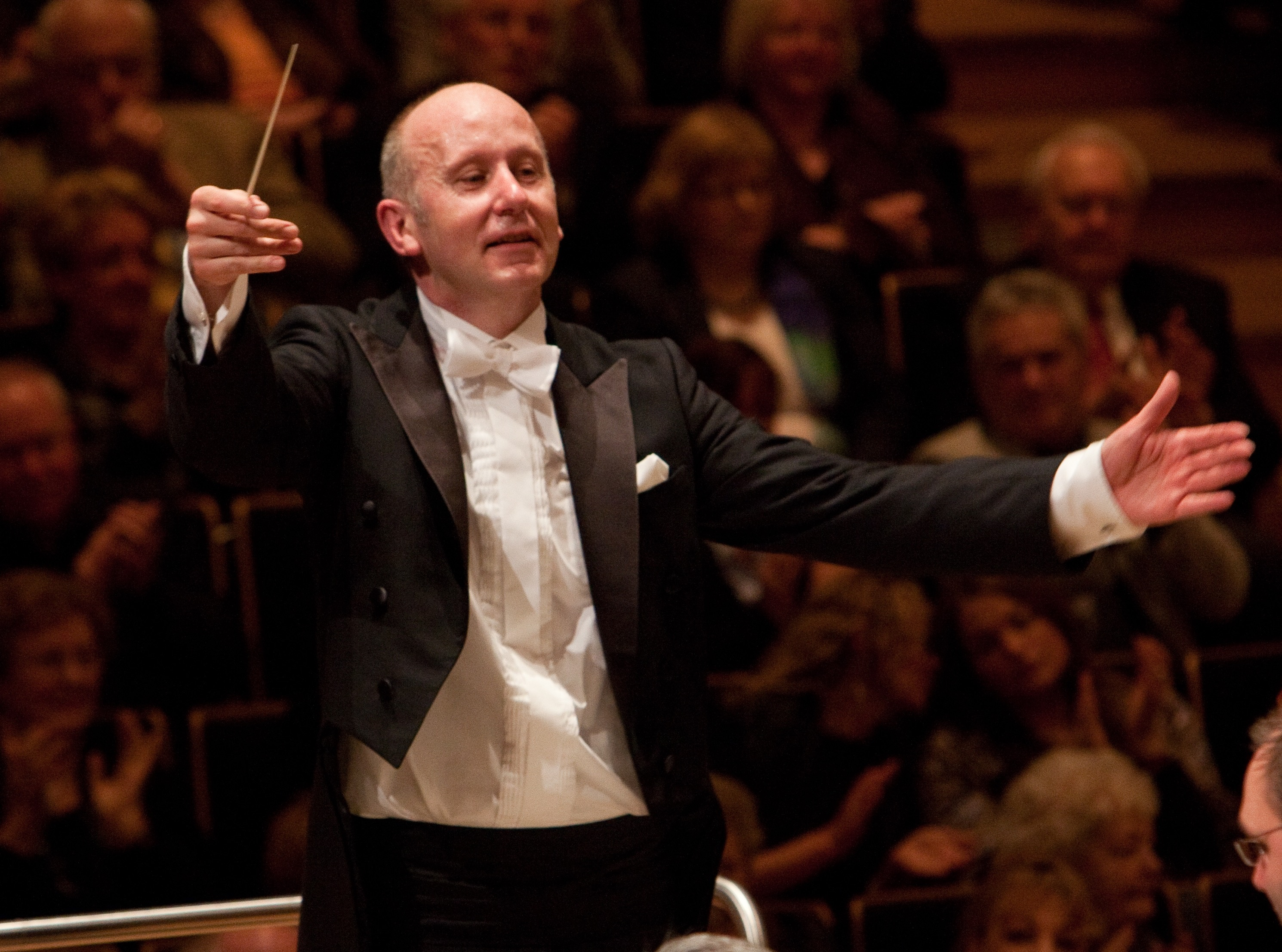
Gerd Schaller

Le noyau de l’orchestre est constitué de membres des Münchner Bachsolisten, un ensemble à la tradition bien établie. Pour les distributions symphoniques nécessitant un effectif important, ils sont rejoints par des musiciens et musiciennes attachés à divers orchestres renommés d’Allemagne et des pays limitrophes.
Dès son premier projet d’enregistrement, la première mondiale de l’opéra Merlin de Karl Goldmark, l’ensemble a attiré l’attention générale en remportant le prix ECHO Klassik du meilleur « enregistrement d’opéra de l’année (XIXe siècle) ».
La Philharmonie Festiva s’est également forgé un nom sur la scène internationale par son enregistrement de l’intégrale des symphonies d’Anton Bruckner, voir aussi le projet BRUCKNER2024. Celles-ci ont été enregistrées en partie dans des versions qui n’avaient encore jamais été publiées. Les enregistrements ont eu lieu dans l’église abbatiale de l’ancien couvent cistercien d’Ebrach et entraient dans le cadre du cycle Bruckner donné à l’occasion de l’Été musical d’Ebrach.
À côté du répertoire standard, l’orchestre se consacre également à des œuvres rares et à des redécouvertes (Karl Goldmark : 1re Symphonie, Franz Schubert : la Symphonie « inachevée », dans la version « achevée » en quatre mouvements de William Carragan).
La Philharmonie Festiva collabore étroitement avec le Chœur philharmonique de Munich, comme en témoignent les enregistrements sur CD du Requiem de Franz von Suppé et de la Grande Messe de Johann von Herbeck.

## Enregistrements
Les enregistrements ont été réalisés principalement en coopération avec la Bayerischer Rundfunk – studio de Franconie, et ont été publiés par le label Profil Édition Günter Hänssler.
Enregistrements des symphonies d’Anton Bruckner:
- Symphonie en fa mineur – 1863 (à paraître en 2016)
- Symphonie n° 1 – version de Linz 1866 (Édition Carragan) - PH12022 (2012)
- Symphonie en ré mineur - 1869 - PH15035 (2015)
- Symphonie n° 2 – version de 1872 (Édition Carragan) - PH12022 (2012)
- Symphonie n° 3 – version de 1874 (Édition Carragan) – Premier enregistrement - PH12022 (2012)
- Symphonie n° 4 – version de 1874 (Édition Schaller) – PH22010 (2021)
- Symphonie n° 4 – version de 1878/80 - PH11028 (2011)
- Symphonie n° 4 - 1878 avec le finale « Fête populaire » - PH13049 (2013)
- Symphonie n° 5 - PH14020 (2014)
- Symphonie n° 6 - PH14021 (2014)
- Symphonie n° 7 - PH11028 (2011)
- Symphonie n° 8 – variante intermédiaire de 1888 (Édition Carragan) – Premier enregistrement - PH13027 (2013)
- Symphonie n° 9 – avec reconstitution du finale par William Carragan (révision 2010) - PH11028 (2011)
- Musique funèbre « à la mémoire d’Anton Bruckner » d’Otto Kitzler, orchestrée par Gerd Schaller – Premier enregistrement - PH13027 (2013)

Enregistrements réalisés avec le Chœur philharmonique de Munich:
- Karl Goldmark : Merlin – Premier enregistrement - PH09044 (2009)
- Franz von Suppé : Requiem - PH12061 (2012)
- Johann Ritter von Herbeck : Grande Messe – Premier enregistrement - PH15003 (2015)
- Anton Bruckner: Messe Nr. 3 f-Moll – PH16034 (2016)
- Anton Bruckner: Psalm 146 A-Dur – PH16034 (2016)

Autres enregistrements:
- Ludwig van Beethoven : Symphonie n° 3 - PH15030 (2015)
- Ludwig van Beethoven : Symphonie n° 4 - PH15030 (2015)
- Ludwig van Beethoven : Symphonie n° 5 - PH15030 (2015)
- Karl Goldmark : Symphonie n° 1 « Noces de campagne »  - PH10048 (2011)
- Franz Schubert : Symphonie en si mineur D 759 « Inachevée », dans la version en quatre mouvements de William Carragan – Premier enregistrement - PH12062 (2012)
- Franz Schubert : Symphonie en ut majeur D 944 (« Grande symphonie en ut majeur ») - PH12062 (2012)

### Critique
- Critique (anglais) Festival d'été d'Ebrach
- Critique  Symphonies n° 1-3 d'Anton Bruckner
- Critique  Symphonies n° 4, 7 , 9 d'Anton Bruckner
- Critique (germ.) Symphonies n° 4, 7, 9 d'Anton Bruckner
- Critique (allemand) Symphonie n° 5 d'Anton Bruckner
- Critique (anglais) Symphonie n° 6 d'Anton Bruckner
- Critique (anglais) Symphonie n° 8 d'Anton Bruckner
- Critique (anglais) Symphonie en fa mineur d'Anton Bruckner
- Critique (allemand) Johann von Herbeck Grande Messe
- Critique (anglais) Johann von Herbeck Grande Messe
- Critique (anglais) Franz von Suppé Requiem
- Critique (anglais) BrucknerFest
- Critique (anglais) Symphonie n° 8 d'Anton Bruckner